# مالکوهه کاکل‌زبر
مالکوهه کاکل‌زبر (نام علمی: Dasylophus superciliosus) یک گونه از کوکوها از خانواده کوکویان است. بومی جزیره لوزون در فیلیپین است. زیستگاه طبیعی آن جنگل‌های پست نمناک گرمسیری  است.

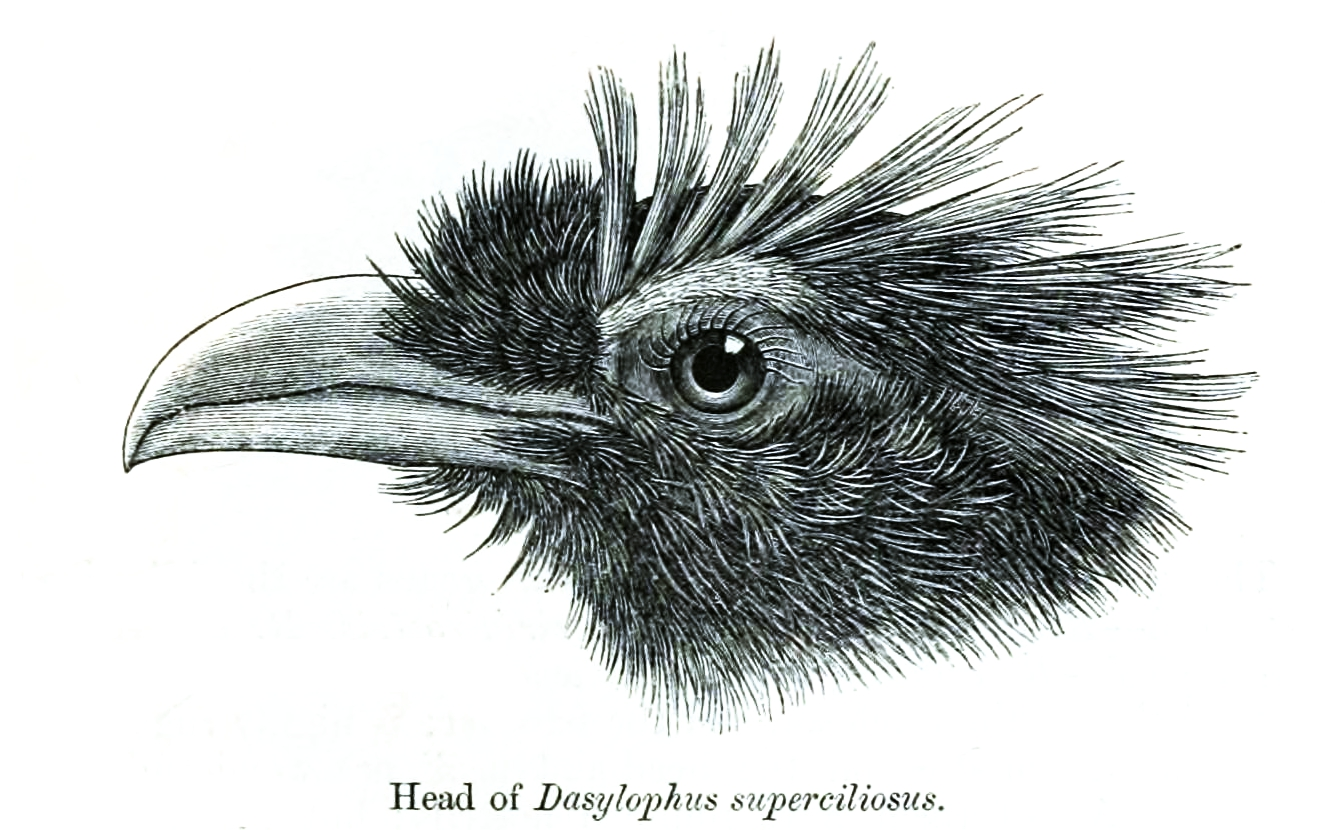
الگوی پَرهای سر

### زیرگونه‌ها
- Ds superciliosus: Southern Luzon ; غبغبک سرخ و کاکل بلندتر
- D.s. cagayanesis: لوزون شمالی; غبغبک زرد و کاکل کوتاه